# Dirphya flavipennis
Dirphya flavipennis là một loài bọ cánh cứng trong họ Cerambycidae.